# Темирбаев, Серикбай Билялович
Серикбай Билялович Темирбаев (каз. Серікбай Біләлұлы Темірбаев; 8 августа 1961) — казахстанский шахматист, международный гроссмейстер (1995).
Двукратный чемпион Казахской ССР по шахматам среди мужчин (1985, 1986)
Трехкратный чемпион Казахстана по шахматам среди мужчин (1993, 1995, 1996)
В составе сборной Казахстана участник 6-и шахматных Олимпиад (1992—2000 и 2004). На своей последней Олимпиаде показал второй результат на 5-й доске .
В сентябре 2011 года назначен на должность государственного тренера по шахматам Комитета по спорту Министерства туризма и спорта Республики Казахстан  .

## Таблица результатов
| Год  | Город   | Турнир         | + | − | = | Результат | Место |
| ---- | ------- | -------------- | - | - | - | --------- | ----- |
| 1992 | Манила  | 30-я олимпиада | 6 | 1 | 7 | 9½ из 14  |       |
| 1994 | Москва  | 31-я олимпиада | 2 | 1 | 7 | 5½ из 10  |       |
| 1996 | Ереван  | 32-я олимпиада | 3 | 3 | 4 | 5 из 10   |       |
| 1998 | Элиста  | 33-я олимпиада | 3 | 0 | 7 | 6½ из 10  |       |
| 2000 | Стамбул | 34-я олимпиада | 1 | 0 | 3 | 2½ из 4   |       |
| 2004 | Кальвиа | 36-я олимпиада | 4 | 0 | 3 | 5½ из 7   | 2     |

## Изменения рейтинга
| Графики недоступны из-за технических проблем. См. информацию на Фабрикаторе и на mediawiki.org. |